# Отруйні тварини
Отруйні тварини — представники різноманітних класів і видів тварин, в організмах яких постійно або періодично виробляються речовини, отруйні для людини або інших видів. Як правило, отрута в організмах цих тварин виробляють особливі ядоносні апарати, які є органами захисту і нападу. У деяких випадках отрута виробляється і міститься в тканинах цих тварин, що робить їх непридатними для вживання в їжу. Дія отрути цих тварин носить різний характер: його прояви можуть варіювати від невеликого нездужання до майже миттєвої смерті.

## Отруйні комахи
Веном (лат. venin) — це загальний термін, що стосується будь-якого токсина, який використовують комахи для самозахисту або здобування їжі. На відміну від отрути, що попадає в тракт, дія веному зазвичай спрямовується безпосередньо на лімфатичну систему для швидшої дії.
Бджолиний веном (апітоксин) широко використовується в медицині.